# Galea musteloides
El cuis moro (Galea musteloides), también conocido como tuco-tuco, cuy serrano, cuy de dientes amarillos o conejo moro, es una especie de roedor de la familia Caviidae. Es endémica de Argentina, Bolivia, Chile, Perú. 

## Características
Su aspecto es similar al de la cobaya doméstica, pero de menor tamaño. Se caracteriza por no tener rabo. Su pelaje es ralo, pero firme y de pelos más bien tersos. Su coloración es castaño-grisácea en el dorso y en la cabeza, aclarando en los flancos y volviéndose blanco-sucio en el vientre.

## Historia natural
Es una especie polígama propia de las zonas áridas andinas. Habita en las laderas de cerros entre los 3500 y los 5000 m s. n. m. de altitud, con cubierta de pajonal, matorral y roqueríos donde encuentra su alimento. Cava galerías a poca profundidad, con cubículos que tapiza con gramíneas. Antaño, la población aimara y quechua consumía este roedor, manteniéndolo en cautiverio. Está calificada como especie con bajo riego de extinción.